# Gép- és Vasútfelszerelési Gyár Részvénytársaság, Kistarcsa
A kistarcsai Gép- és Vasútfelszerelési Gyár Részvénytársaság egykor Kistarcsán működött, vasúti kocsik gyártásával foglalkozó gyárkomplexum a mai 3-as főút mentén. A gyárat 1908-ban alapították, az I. világháborút követően a Ganz és Társa-Danubius Rt. a vagongyártási ágazat monopolizálására törekedett, és a kisebb vállalkozásokat sikerült rábírnia, hogy az "üzemracionalizálás" jegyében olvadjanak be a vállalatba. A kistarcsai vállalat közgyűlése 1927-ben mondta ki az egyesülési szándékot.

## A kezdetek
Kistarcsa határában 1907-ben kezdődött meg a Gép- és Vasútfelszerelési Gyár Rt. építkezése. Két év alatt 600 más községből származó munkás telepedett le Kistarcsán és Kerepesen, ennek következtében csak a születések száma is évi átlagban negyvennel emelkedett. A hirtelen növekedés és változás próbára tette a helyi közigazgatást. „Az eddig alig elvétve előforduló kisebb polgári peres ügyek, mezőrendőri és egyéb kihágások, balesetvizsgálatok és bűnügyi nyomozások ma csaknem napirenden vannak, s ha hozzávesszük a folyton változó családtalan gyári munkásokkal felmerülő idegen adóbehajtási, újonczozási s egyéb apróbb levelezéseket...”, akkor látható, hogy a két község vezetői kezdetben egyáltalán nem örültek a Gépgyárnak.
A Gépgyár pedig 1910 körül már 650 munkást (ebből 30 nő) foglalkoztatott, összesen 350 lóerős gépparkkal rendelkezett. Profilját a járművek készítése, fogaskerékmarás, vas- és acélöntés jellemezte. A gyár 22954 négyzetméteren terült el, 14 épületből állt. Az 1900-ra kiépült helyi érdekű vasút gödöllői szárnyvonalának túloldalán munkástelep épült, összesen 5 földszintes és 6 emeletes lakóházzal. A telep nyilvános elemi iskolájában 42 gyermeket tanítottak.
Kistarcsa képviselő-testületének 1908. december 16-án jelentette a jegyző, hogy a Gépgyár az 1907-es évet deficittel zárta. Később a gyár természetesen nyereséges lett, részt vállalt a község kiadásaiból és jelenlétével átformálta Kistarcsa és környéke egész társadalmát. Két év múlva ugyanaz a körjegyző már így ítélte meg 1911. március 20-án a Gépgyárat: „köztudomású dolog s így a képviselő testület minden egyes tagja jól tudhatja, hogy Kistarcsa község rohamos fejlődését, ingatlanainak reményen felüli magas áremelkedését s általában minden téren javuló anyagi viszonyait egyedül a gyárnak, s a vele kapcsolatos idegen forgalomnak köszönheti.”

## Munkáskonfliktusok
A Gyár munkásai a történeti leírások szerint először 1912-ben hajtottak végre bérmozgalmat. Ez volt a község történetének első munkásmegmozdulása. A sztrájkot 1912. január 15-én kezdték a Gépgyár szerszámkészítői, mely hat hétig tartott és különösebb eredmény nélkül ért véget. Május 13-19. között robbant ki a gépgyári kovácsok bérkövetelési mozgalma, mely egy emlékirat benyújtásával kezdődött az igazgatósághoz. Ez a bérharc méreteiben és minőségében túlnőtt az előzőn, és egy időre a termelésnek szinte teljes leállásához vezetett. A kovácsok az emlékiratban lényegében 4 fillér béremelést követeltek. Király Andor igazgató azonban elzárkózott az általános órabér-emeléstől. A munkások ezt megtudva, csökkent lelkesedéssel kezdtek el dolgozni, a termelés csökkent. A bérrendezésről szóló viták hosszasan elhúzódtak, okot adva a Tanácsköztársaság idején a megszilárduló munkástanács beavatkozására a „kizsákmányoló gyárvezetés ellen a munkásosztály védelmére”.

## A fejlődés folyamata

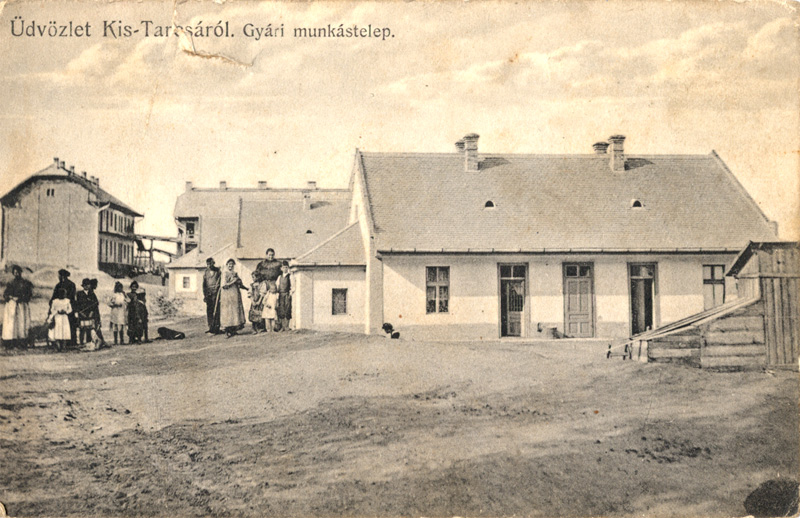
Munkástelep 1921-ben

A Gépgyár megnövelte a munkástelkek árát. Kistarcsán a Tagosok-dűlőben 1913-ban egy konzorcium vásárolt területet, négyszögölenként 2 koronáért, majd azt 160-200 négyszögöles kis házhelyekre parcellázva, jelentős haszonnal adta tovább. Kistarcsán a családi házak száma 1910–1930 között 193-ról 666-ra növekedett, a növekedés tetemes része 1910–1920 közé esett. Kerepesen a Zsófia-, Helvécia- és más családiház-telepek létesítésével az adómentes terület majdnem 100 holddal nőtt.
A kistarcsai gépgyár tisztviselői 1911-ben alapítottak kaszinót, alapszabályát 1912-ben hagyták jóvá. Célja „Oly érintkezési központot létesíteni, mely az igényeknek megfelelő társas szórakoztatás mellett a közérdekű célok és eszmék előmozdítását is szolgálja. A politika és felekezeti tevékenység a casinó működése köréből ki van zárva.” Elnöke Sebestyén Lajos, titkára Wittmann Rezső volt.
A gyár területén 1912. március 19-én tűz ütött ki, melyet a környékbeli tűzoltók egész éjszaka oltottak. A tűz terjedését másnap reggelre sikerült megállítaniuk.
Ahol a munkásság megjelent a századfordulón, ott hamar megalakultak a sport klubok is. Kistarcsán 1911-ben jött létre Kistarcsai Sport Club néven. Ezt követte a Szociáldemokrata Párt (SZDP) helyi szervezetének kiépülése 1914–1915 között. Időközben végbement egy igen fontos esemény a két kisközség (Kistarcsa és Kerepes) életében. Az 1910-es népszámlálás adatai eredményeként Kerepes és Kistarcsa, mint egy körjegyzőség, állami segélyben volt részesíthető, ha a két község rendszeresíti a segédjegyzői állást. Kerepes képviselő-testülete 1911. április 5-én elfogadta a lehetőséget, és 200 korona államsegély elnyerése esetén vállalta a 800 koronás állás létrehozását. Ez volt az első lépés a két község nagyközséggé alakulásának útján. A Gyár lakótelepén született 1916-ban Simándy József (született Schulder József), Magyarország egyik leghíresebb tenorja, Kistarcsa neves szülötte.
A már villamosított gödöllői helyi érdekű vasút vonalán a Kistarcsán 1911–1915 között legyártott, M I, M II és M III típusú motorkocsikat állítottak üzembe. A motorkocsik mögé gyakran P III jelű, szintén a kistarcsai gyárban készített pótkocsikat akasztottak. 1911-14 között tizenkét mozdonyt gyártott a kistarcsai gyár, melyek M 1-12 pályaszámokat kaptak. A BHÉV az I. világháború idején további tíz, L III típusú mozdonyt rendelt. A kocsiszekrények már 1917-re elkészültek, a berendezések azonban még nem álltak rendelkezésre. A legutolsó kocsit 1924-ben vették használatba, azonban négy kocsit ideiglenes berendezéssel már 1918-ban használtak. Végül a kocsik az M 21-30-as pályaszámot jelölte ki nekik. A berendezését a Ganz Villamossági Rt. szállította.

## Az újítás szelleme
Az 1920-as évek közepe a magyar automobilizmus rövid életű virágkora volt. A motorkerékpár-piac is fejlődésnek indult, a márkák színes kavalkádjában már néhány hazai gyártmány is feltűnt. 1925 végén a Méray testvérek műhelyét átvette a Magyar Acélárugyár, majd alig 1-2 hónap telt el és máris új plakátok tűntek fel Budapesten: „Nova, korunk közlekedési eszköze”, hirdették a színes feliratok. A Gyár már az első világháború előtt bekapcsolódott a magyar motorizációba autóbusz-karosszériák építése révén. 1926 tavaszán pedig egy frissen végzett okleveles gépészmérnök, ifj. Király Andor és testvére, Király Miklós (a korábbi gyárigazgató id. Király Andor fiai) vezetésével motorkerékpár-gyártásba fogtak. Azonban gyorsan kiderült, hogy a Nova iránt nem elég nagy a kereslet, így a motor karrierje alig 2 évig tartott.

## A gyár megszűnése és telepének további sorsa

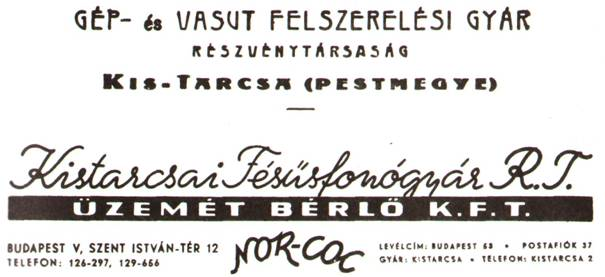
A konzorcium fejléce (1947-1949)

Az egyesülést kimondó közgyűlést követően a gyár 1928. április 30-án zárt be. Részvényeit a Ganz és Társa-Danubius Rt. megvette, majd a leépítés során még az épületek nagy részét is lebontatta. 1935-ben egy olasz textilipari érdekcsoport szövőgyárat alapított Kistarcsán. Az egykori gyár területének kis területrészét és a szerelőcsarnokokat hasznosították, itt indult be a termelés – kezdetben a megmaradt néhány öreg géppel. Az első években legfőképpen a győri Richards Posztógyár számára végzett bérmunkát. A fonodát a tulajdonosok 1937-ben eladták a hódmezővásárhelyi Kokron Gyárnak. A Kokron család megkezdte a vállalat fésűsfonóvá történő alakítását, illetve festőüzemet hozott létre. A cég neve Kistarcsai Fésűsfonó- és Szövőgyár lett. Új tulajdonosai nem fejleszthették sokáig, a Kokron család ugyanis 1944-ben nyugatra költözött.
A működtető nélkül maradt gyár az Elhagyott Javak Kormánybiztossága kezelésébe került 1945-ben, majd egy évvel később újra megindulhatott a termelés. A forint bevezetését követően a Kormánybiztosság fizetési problémába került (800.000 Ft összegben), így egy konzorcium lett megbízva az üzem működtetésével (ennek tagjai: Dunavölgyi Bank és Kereskedelmi Rt., Általános Kereskedelmi és Ipari Rt., Gönczy Ferenc mérnök – mindannyian 1/3-os részesedéssel). A konzorcium (Kistarcsai Fésűsfonó Gyár Rt. Üzemét Bérlő Kft. néven) 1947. január 7-én kezdte meg a gyár üzemeltetését. Az üzem legfőképpen külföldi megrendelésre dolgozott, és egy éven belül jelentős nyereséget termelt (60.000 Ft törzstőkéje 1948-ra 6.839.000 Ft-ra nőtt).
A konzorcium által tulajdonolt Kft.-t 1948. március 26-án államosították. A még magántulajdonban lévő eszközeit a tisztázatlan jogi helyzet miatt a vállalat még 1949. május 12-ig használhatta, így a termelés további egy évig folyhatott. Az 1960-as években a nagy gyárkomplexumok kialakításának jegyében megindult a kisebb fonalgyárak összevonása is. A kistarcsai üzemet a Hazai Fésüsfonó és Szövőgyárba olvasztották, közös működésük 1963. január 1-jén indult. A megszűnése utáni privatizálási bonyodalmak miatt épületei nagy része egy évtizedig üresen állt, de jelenleg már birtokba vették az új tulajdonosok. Némelyikben újra beindult a termelés, de működik itt egy távol-keleti nagykereskedés és mentőgyár is.

## Internálótábor

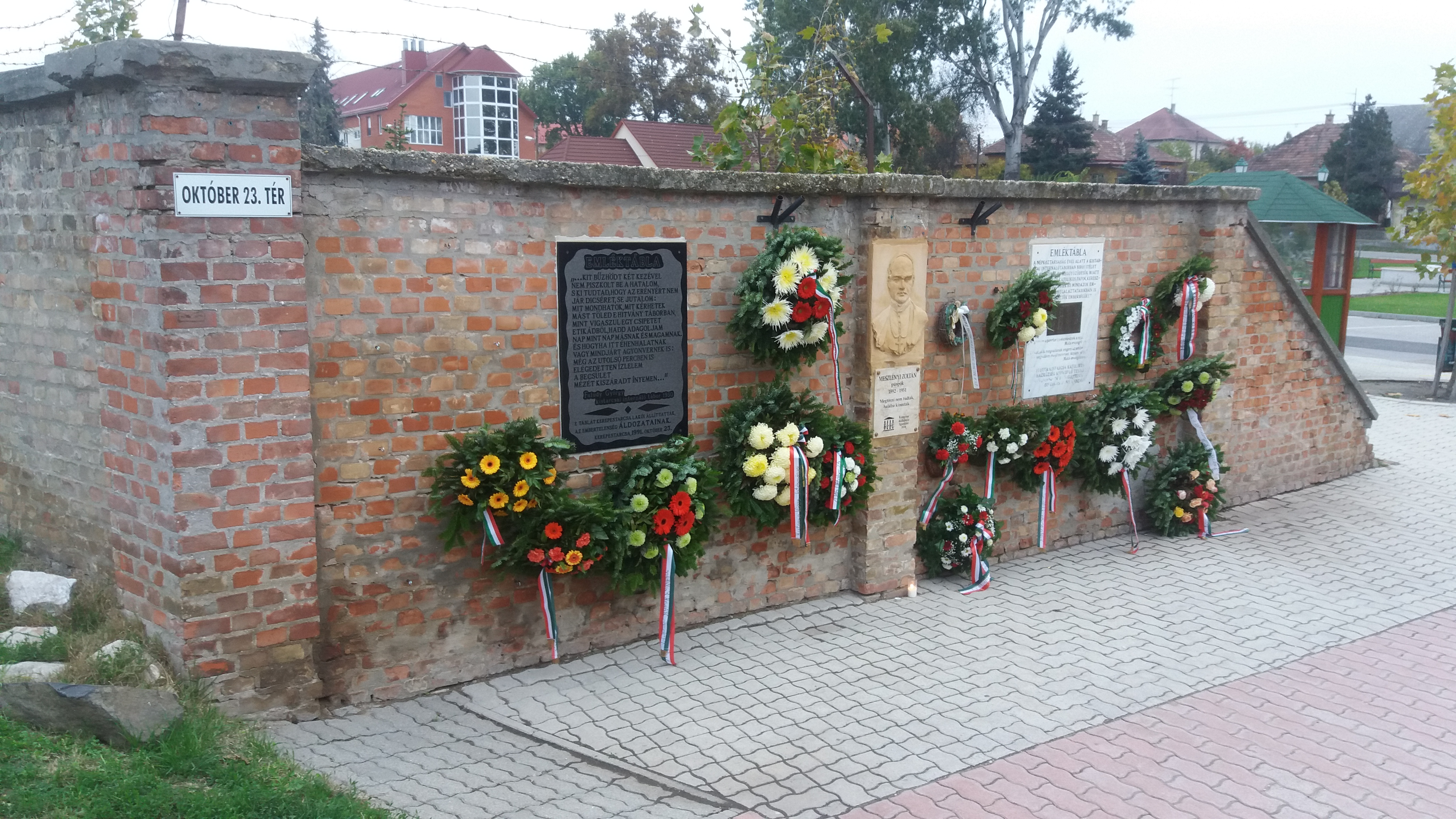
A Gyár munkástelepe a csőd után internálótáborként működött. Ennek megmarad sarokfala ma emlékhelykén szolgál (Október 23. tér)

A gyár 1928-ban csődeljárás alá került, a gyárkomplexumot és a munkástelepet is egy éven belül felszámolták. A nagy gazdasági válság időszakát követően, 1938-ban a Belügyminisztérium kezelésébe került a munkástelep területe. A Horthy-rendszer háborút megelőző időszakában megkezdődött a későbbi internálótábor kialakítása, majd a második világháború második felében, a német megszállást követően Adolf Eichmann és az általa vezetett SS alakulatok használták a zsidó lakosság összegyűjtésére és később vasúton Auschwitzba való szállításának előkészítésére. Ebben a nyilaskeresztes párt és a frissen megalakult Sztójay-kormány támogatását élvezték.
A háborút követően a Tömpe András által vezetett Magyar Államrendőrség Vidéki Főkapitányság Politikai Rendészeti Osztálya, mint a kiépülő kommunista rendszer egyik fő karhatalmi szerve (1946 szeptemberében a vidéki szervek betagozódtak a Budapesti Főkapitányság alá, létrehozva a Magyar Államrendőrség Államvédelmi Osztályát, az ÁVO-t) használta a területet és az azon található épületeket, gyűjtő- és fogolytáborként. A főváros területén és környékén létesített táborok száma a kistarcsaival együtt összesen 14 volt, a foglyok száma 17 700 körüli.
A tábor 1950-től az Államvédelmi Hatóság kezelésében működött, jóval kíméletlenebb körülményekkel. 1956 októberében a forradalom időszakában a gödöllői kistérség fontos bázisa volt, a rögtönzött tagfelvételből megalakult nemzetőrök katonai engedély mellett látták el a helyi forradalmi bizottság tevékenységét.
Később a BM Alapfokú Rendőriskola (1957-tól 1975-ig), majd a BM Tartalékos Tisztképző Iskola (1975 és 1990 között) működött területén.

## 1989 után
A rendszerváltást követően pedig közösségi szálló néven, a hazánkban illegálisan tartózkodó külföldiek gyűjtőhelyéül szolgált – menekülttábor volt. Az épületkomplexum egy részét az önkormányzat megvásárolhatta részben, majd 2011-ben a kéthektáros terület teljes egészében átkerült az önkormányzat tulajdonába a Magyar Nemzeti Vagyonkezelőtől, azzal a kikötéssel, hogy három éven belül egy rendőrőrsöt kell ott kialakítani. 2015. december 1-jén adták át a Kistarcsai Rendőrőrs új épületét. Az objektum mintegy 170,5 millió forintból épülhetett fel, melyet nagyrészt a Belügyminisztérium és az Országos Rendőr-főkapitányság biztosítottak.

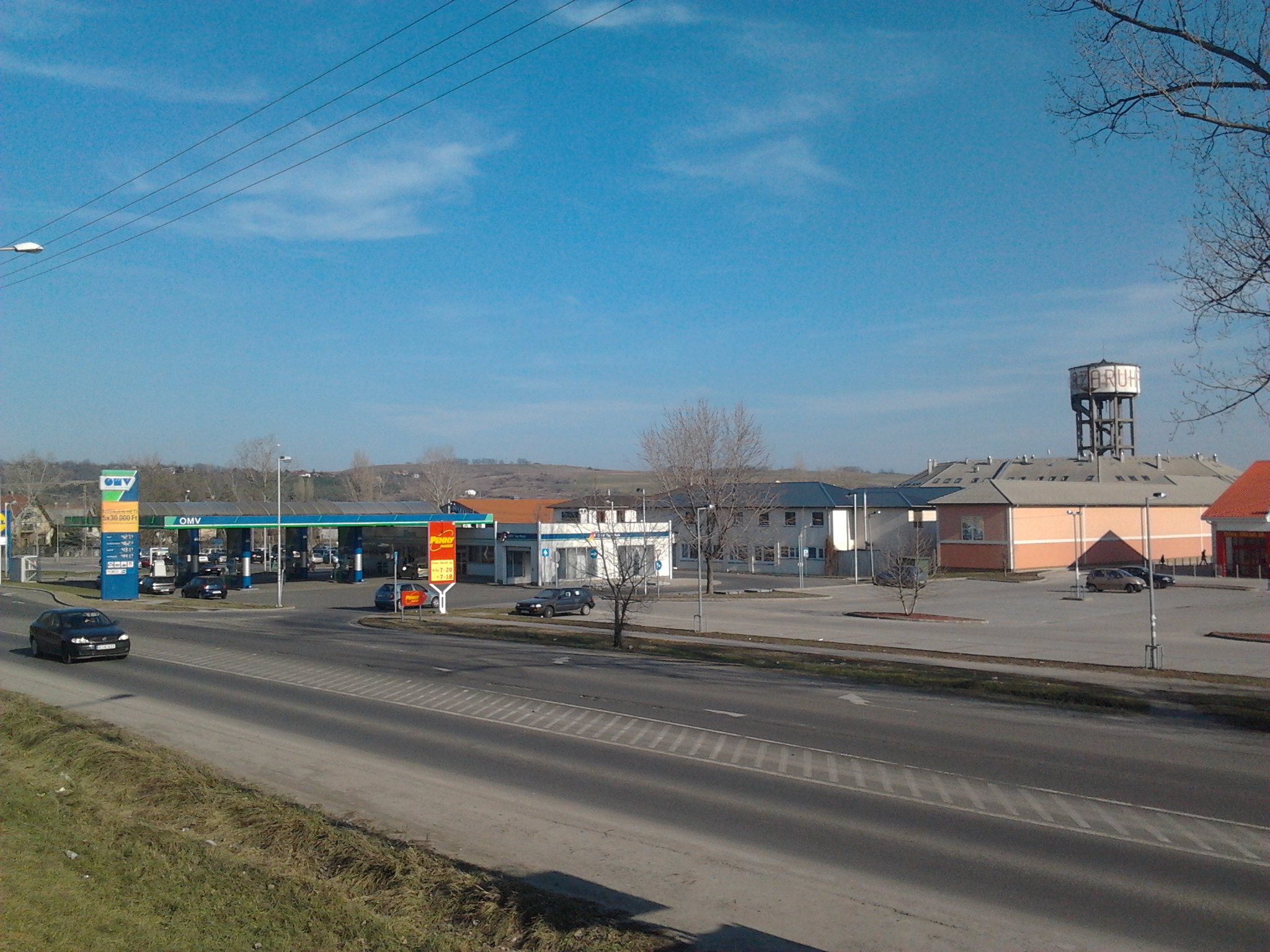
A Gödöllői-dombság, előterében a gyár egykori víztornyával
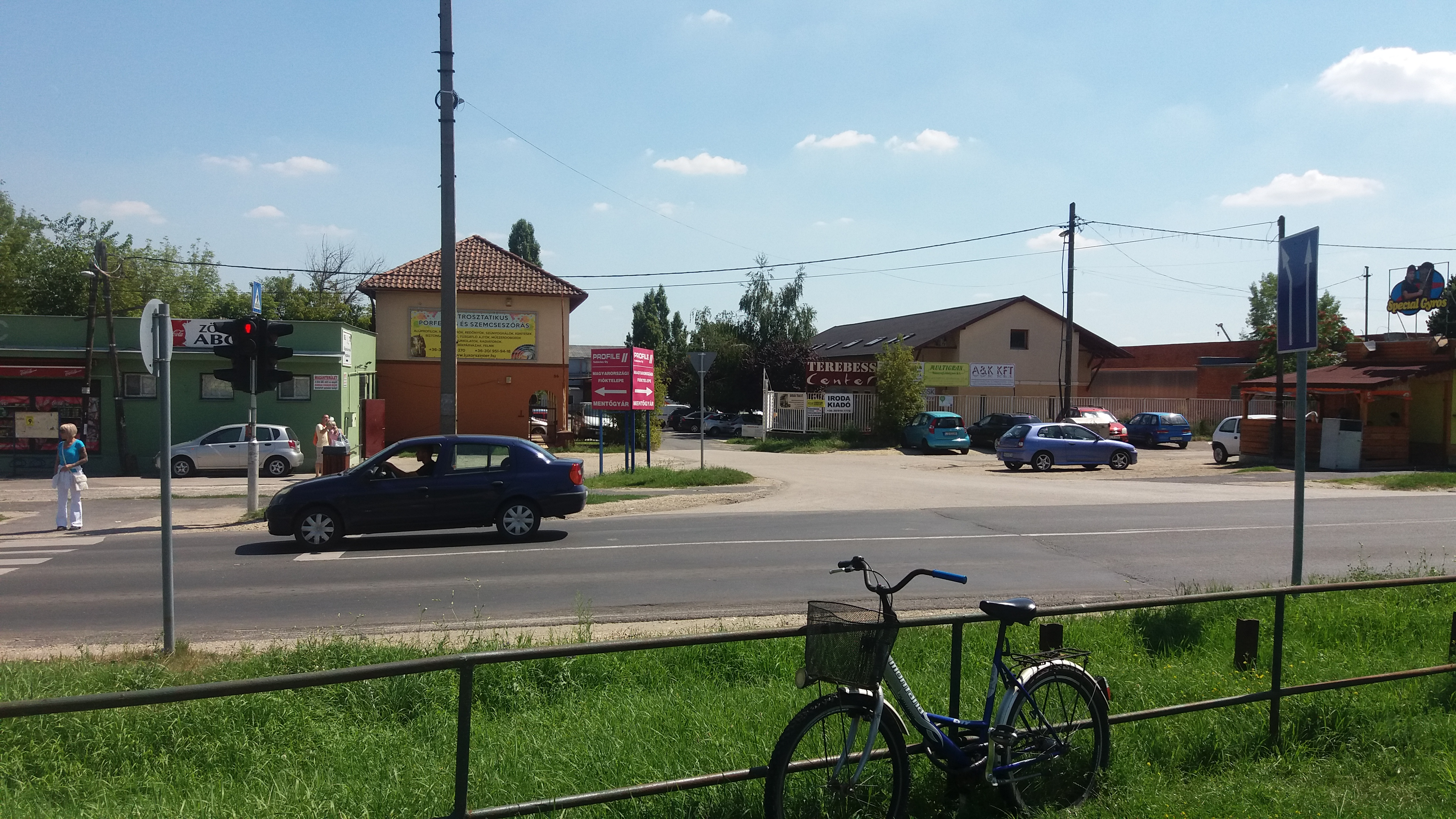
A Gyár egykori bejárata ma